# Грозната Бети
„Грозната Бети“ (на испански: Yo soy Betty, la fea) е колумбийска теленовела, създадена и написана от Фернандо Гайтан, продуцирана и излъчена от РЦН Телевисион от 25 октомври 1999 г. до 8 май 2001 г. В главните роли са Ана Мария Ороско и Хорхе Енрике Абело, с Наталия Рамирес, Лорна Пас, Луис Меса и Хулиан Аранго.

## Актьори
- Ана Мария Ороско – Беатрис Аврора „Бети“ Пинсон Солано
- Хорхе Енрике Абело – Армандо Мендоса Саенц
- Наталия Рамирес – Марсела Валенсия
- Лорна Пас – Патриша Фернандес
- Луис Меса – Даниел Валенсия
- Хулиан Аранго – Уго Ломбарди
- Рикардо Велес – Марио Калдерон
- Марио Дуарте – Николас Фламинио Мора Цифуентес
- Селмира Лузардо – Каталина Анхел
- Стефания Гомес – Аура Мария Фуентес
- Паула Пеня – София Лопес бивш Родригес
- Лусес Веласкес – Берта Муньос де Гонсалес
- Марсела Посада – Сандра Патиньо
- Мария Евгения Арболеда – Мариана Валдес
- Дора Кадавид – Инес „Инесита“ Рамирес
- Хорхе Ерера – Хермес Пинзон Галарза
- Адриана Франко – Джулия Солано де Пинзон
- Хулио Сезар Ерера – Фреди Контрерас
- Алберто Леон Харамильо – Саул Гутиерес
- Марта Изабел Боланьос – Джени Гарсия
- Патрик Делмас - Мишел Дойнел
- Давид Рамирес - Уилсън Састок
- Диего Кадавид – Роман
- Кепа Амучастеги – Роберто Мендоса
- Раул Санта – Ефраин Родригес Меркан
- Талу Кинтеро – Маргарита Саенц де Мендоса

## Версии
- Най-красивата грозница, мексиканска теленовела от 2006–2007 г., продуцирана от Роси Окампо за Телевиса, с участието на Анхелика Вале, Хайме Камил и Елисабет Алварес.
- Грозната Бети, американски сериал от 2006–2010 г., продуциран от Салма Хайек и Силвио Орта за Ей Би Си, с участието на Америка Ферера, Ерик Мабиус и Ванеса Уилямс.
- Бети в Ню Йорк, американска теленовела от 2019 г., продуцирана от Телемундо, с участието на Елифер Торес и Ерик Елиас.

## В България
Теленовелата започва излъчване на 8 май 2003 г. по Евроком и приключва на 30 декември с дублаж на български език, записан в студио Доли. Повтарян се няколко пъти по Евроком и Детска кабелна телевизия Евроком. На 10 март 2015 г. започва поредното излъчване и завършва през ноември. Ролите се озвучават от Ася Братанова, Петя Миладинова, Кристиян Фоков и Станислав Пищалов.